# 段祺瑞臨時内閣
段祺瑞臨時内閣（だんきずいりんじないかく、中国語: 段祺瑞臨時內閣）は、中華民国の内閣の一つ。趙秉鈞内閣が倒れた後、段祺瑞が代理の国務総理として臨時内閣を組織した。1913年（民国2年）7月19日に成立し、同年7月31日に熊希齢内閣が成立した。
臨時内閣ゆえに、内務、財政、教育、工商の4ポストでは各部次長が総長の代理を務めた。

## 閣僚
| 役職                  | 肖像 | 名前   |
| --------------------- | ---- | ------ |
| 代理国務総理 陸軍総長 |      | 段祺瑞 |
| 外交総長              |      | 陸徴祥 |
| 代理内務総長          |      | 王治馨 |
| 代理財政総長          |      | 梁士詒 |
| 海軍総長              |      | 劉冠雄 |
| 代理教育総長          |      | 董鴻禕 |
| 司法総長              |      | 許世英 |
| 農林総長              |      | 陳振先 |
| 代理工商総長          |      | 向瑞琨 |
| 交通総長              |      | 朱啓鈐 |